# Paracanthoisis simplex
Paracanthoisis simplex is een zachte koraalsoort uit de familie Isididae. De koraalsoort komt uit het geslacht Paracanthoisis. Paracanthoisis simplex werd in 1970 voor het eerst wetenschappelijk beschreven door Tixier-Durivault. 